# バトケン
バトケン (キルギス語：Баткен、英語：Batken) は、キルギス共和国の南西部のバトケン州の州都である。人口は23,134人(2009年統計調査)。フェルガナ峡谷の南端に位置し、オシから西に約240キロの場所に位置している。市名はソグド語で「風の町」を意味する。

## 歴史
1934年4月にバトケン村が同名のバトケン地区の中心地として形成された。1999年には、一連の武装した戦闘員が侵入したのち、この地域の行政の効率化のため、行政の中心地バトケンを伴ったバトケン州がオシ州の第3西地区から構成された。この村との関連から2000年にバトケンは市の地位を与えられた。その当時、村の人口は10,987人であった。2001年にはバトケン市は周辺の3つの村を監督下に置くこととなった。